# Jüdischer Friedhof Berlin-Mitte

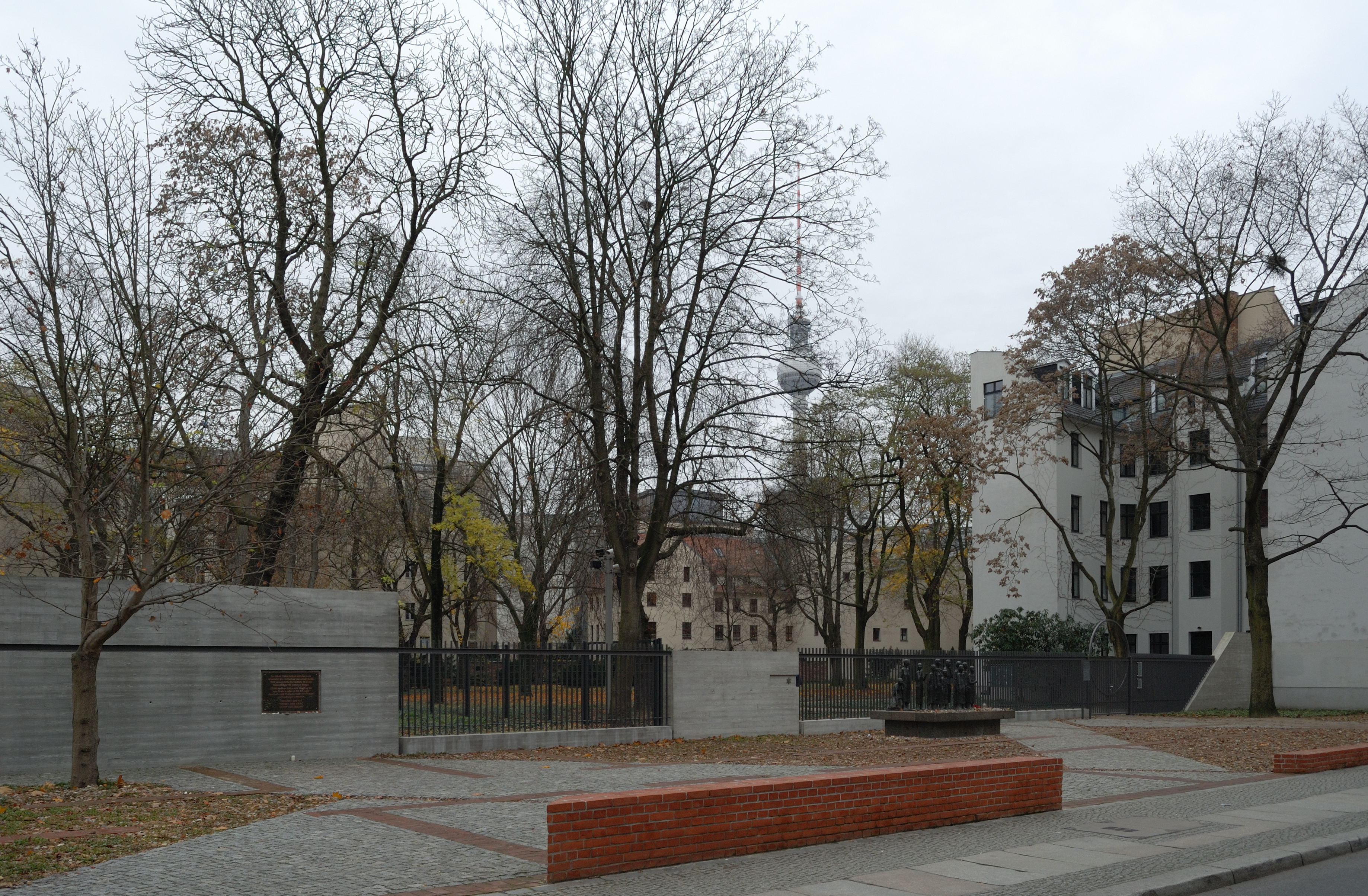
Gedenkstätte und Jüdischer Friedhof

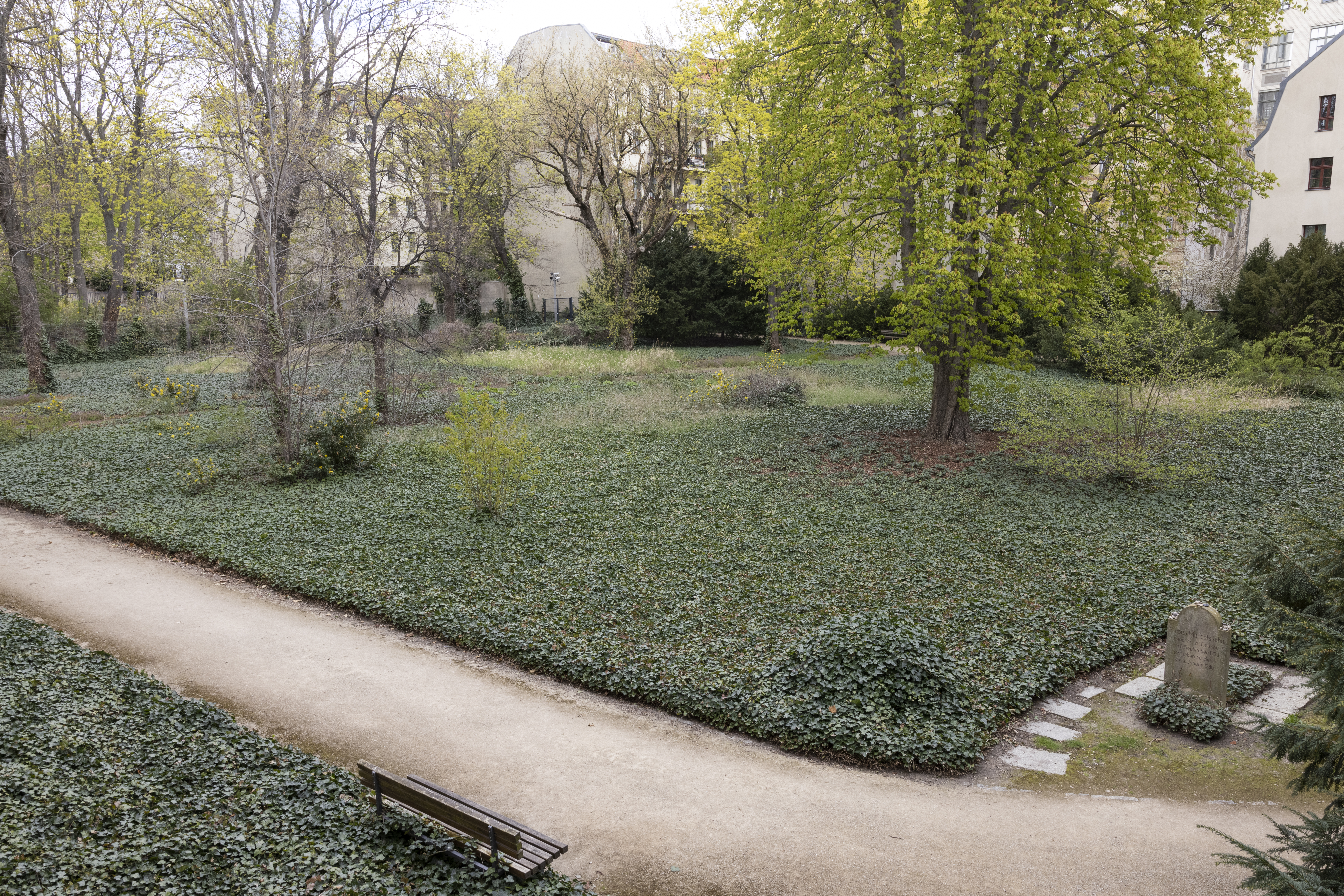
Blick über den jüdischen Friedhof

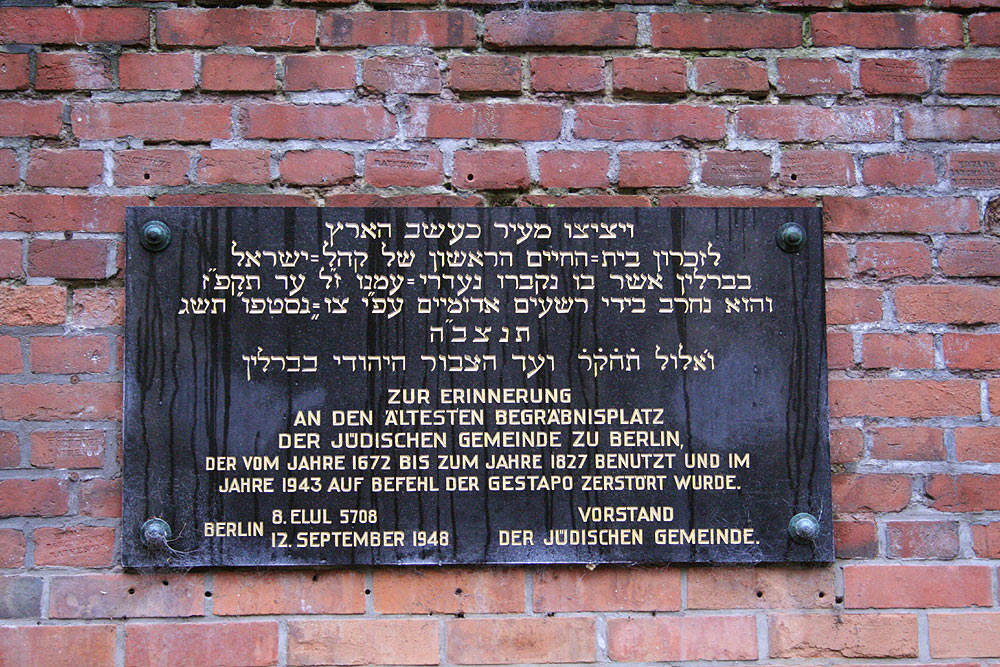
Gedenkplatte auf dem Gelände des jüdischen Friedhofs in Berlin-Mitte

Der Alte Jüdische Friedhof in der Großen Hamburger Straße im heutigen Berliner Ortsteil Mitte ist nach dem Judenkiewer Spandau der älteste sicher belegte Begräbnisplatz der Jüdischen Gemeinde zu Berlin. Im Bereich des heutigen Eingangs befand sich seit 1844 ein Altersheim der jüdischen Gemeinde.

## Geschichte

### Nutzung des Friedhofs

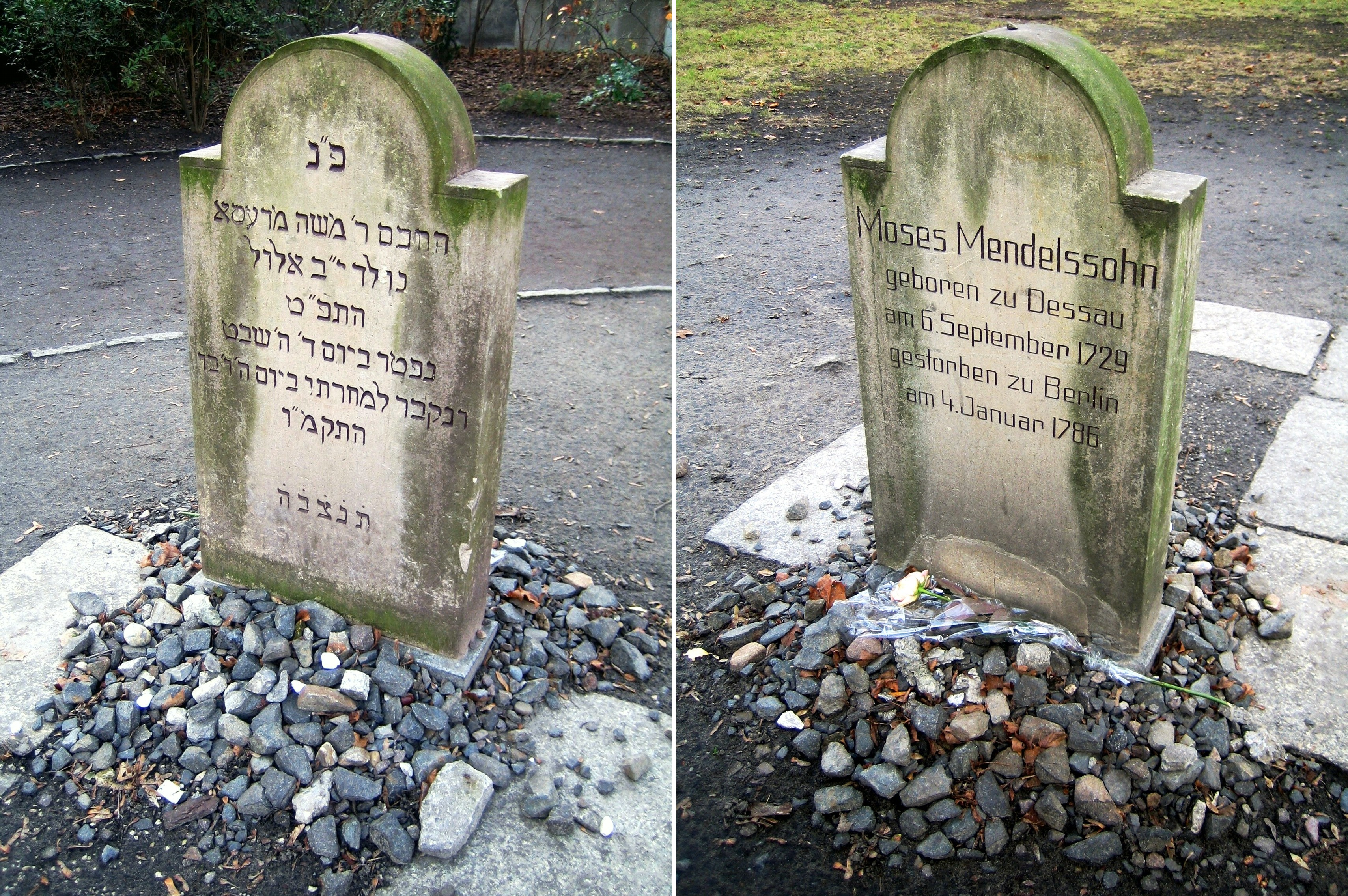
Grabstein für Moses Mendelssohn, beide Seiten

Nachdem der brandenburgische Kurfürst Friedrich Wilhelm 1671 per Dekret 50 aus Wien vertriebenen jüdischen Familien die Ansiedlung in der Mark Brandenburg erlaubt hatte und damit zum ersten Mal seit hundert Jahren wieder Juden in Berlin ansässig waren, kaufte Mordechai Model (auch Model Riess) das damals noch vor den Toren der Stadt liegende Gelände und übergab es der neu entstandenen Gemeinde als Begräbnisplatz. Der Eingang zum Friedhof befand sich ursprünglich in der Oranienburger Straße. Bis zu seiner Schließung 1827 sollen auf dem 0,59 ha großen Gelände nach älteren Quellen 12.000 Juden beerdigt worden sein. Neuere Forschungen halten diese Zahl aber für zu hoch und gehen teilweise von nur etwa 3.000 Gräbern aus. Der Friedhofsinspektor Leiser Landshuth hatte 1872 ein anhand noch entzifferbarer Grabsteine erstelltes Verzeichnis von 2.767 Grabstätten mit ihren Namen erstellt. Ein Beerdigungsregister von 1751 bis 1827 soll 7.063 Begrabene verzeichnen. Als Erster wurde hier 1672 Gumpricht Jechiel Aschkenasi beerdigt.
Die Grabsteine auf dem Friedhof waren, damaliger jüdischer Begräbniskultur folgend, relativ einheitlich, meist schlichte oben abgerundete Sandsteinmale, die eng in langen Reihen angeordnet waren, mit der Schrift nach Süden. Es gab allerdings deutlich unterschiedlich große Grabsteine und vermutlich auch eine nicht geringe Anzahl von Holzgrabmalen. Ganz an der Südseite, dem Eingang am nächsten, lag die „Rabbinerreihe“; hier wurden die Rabbiner der Gemeinde beigesetzt. Dicht dabei lagen die ältesten Gräber der Gründer der Gemeinde, der aus Wien eingewanderten Juden. Diese Grabsteine wurden später, vermutlich gegen Ende des 19. Jahrhunderts, in die Südmauer eingelassen und überlebten so unbeschadet die Zeit des Nationalsozialismus.
Das bekannteste Grab des Friedhofs war das des Philosophen Moses Mendelssohn (1729–1786), der als Vorbild für die Figur des Nathan im Drama Nathan der Weise seines Freundes Gotthold Ephraim Lessing diente und der als einer der Vorkämpfer der jüdischen Aufklärung, der Haskala, angesehen wird. Heute ist der Stein, der an Mendelssohn erinnern soll, der einzige noch auf dem Friedhof verbliebene. Dabei handelt es sich allerdings um die mittlerweile dritte Ausfertigung des Originalsteins. Der relativ schlichte Originalstein, dessen Aussehen von einem Kupferstich Wilhelm Chodowieckis (1765–1805), des Sohnes Daniel Chodowieckis, bekannt ist, war 1896 durch ein repräsentatives, eingezäuntes Granitmal mit goldener Inschrift ersetzt worden. Nach der Zerstörung durch die Nationalsozialisten folgte 1962 ein einfacher rechteckiger Grabstein. Der 1990 aufgestellte heutige Stein lehnt sich in der Form wieder an den ursprünglichen an. Da man die genaue Stelle von Mendelssohns Grab nicht kennt, steht der Grabstein nur ungefähr an der Stelle des Grabes.
Weitere auf dem Friedhof begrabene Personen waren unter anderem der Rabbiner und Lehrer Mendelssohns David Hirschel Fraenkel (1707–1762), der Münzunternehmer und Erbauer des Ephraim-Palais Veitel Heine Ephraim (1703–1775) sowie der Leiter des Jüdischen Krankenhauses und Mann der Salonniere Henriette Herz, Marcus Herz (1747–1803). Der ursprünglich frei liegende Friedhof war später ringsum von Häusern umgeben.

### Nach der Schließung des Friedhofs, das Altersheim

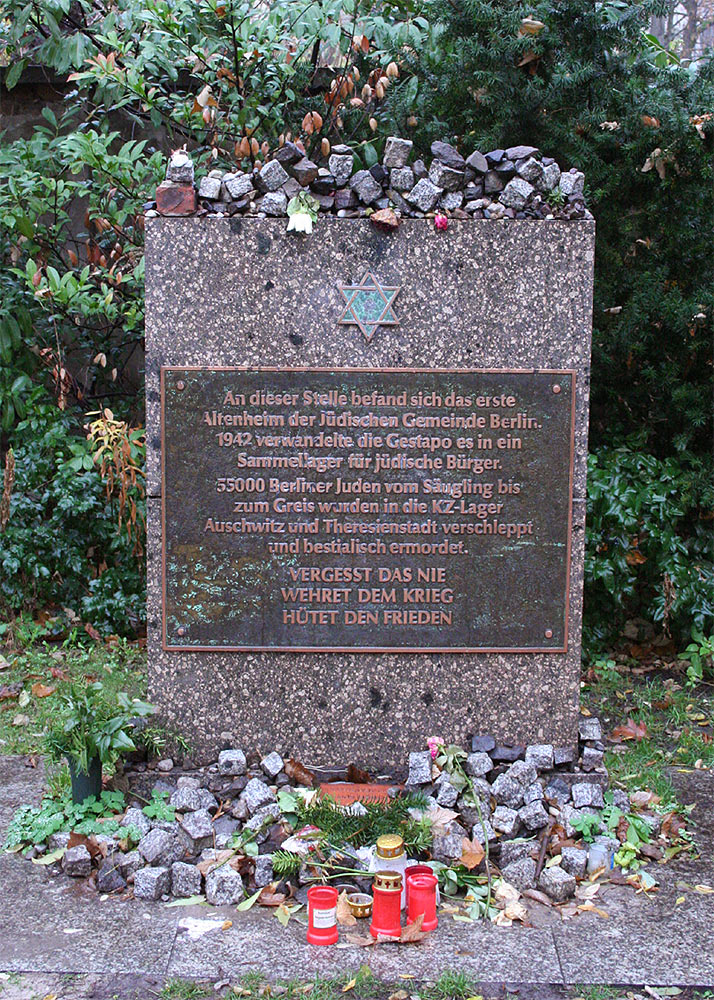
Gedenkstein auf dem Gelände des ehemaligen jüdischen Altenheims in Berlin-Mitte

Das erste Altersheim der jüdischen Gemeinde entstand an der Oranienburger Straße in unmittelbarer Nähe des Friedhofs und wurde am 27. Juli 1829 eröffnet. 1844 wurde dann das endgültige Altenheim an der Großen Hamburger Straße erbaut und nach der Fertigstellung am 28. Juli 1844 bezogen. Zwischen 1867 und 1874 wurden zwei Anbauten errichtet, somit hatte das Heim nach 1874 120 Plätze.
Bereits 1794 wurde in Preußen eine Verordnung erlassen, die Friedhöfe in bewohnten Gegenden untersagte. Nachdem die jüdische Gemeinde mehrfach aufgefordert worden war, einen neuen Friedhof vor den Toren Berlins anzulegen, erwarb sie schließlich ein Gelände in der Schönhauser Allee, wo 1827 der neue Friedhof eröffnet wurde. Auf dem alten Friedhof fanden keine Beerdigungen mehr statt. Der Eingang erfolgte nun durch das Altersheim von der Großen Hamburger Straße aus. Der Friedhof blieb erhalten und diente beispielsweise dem Altersheim als Park. Aber auch die benachbarte jüdische Knabenschule nutzte den Friedhof für den naturkundlichen Unterricht und später für die Anlage eines Schulgartens.

### Friedhof und Altersheim in der NS-Zeit
In der Zeit des Nationalsozialismus wirkte der Rabbiner Martin Riesenburger zwischen 1933 und 1942 im Altenheim. 1942 nahm die Gestapo das Gebäude in Besitz und richtete ein Sammellager in den Gebäuden ein, von dem aus etwa 55.000 jüdische Berliner in das KZ Auschwitz und das Ghetto Theresienstadt deportiert wurden. Ein Jahr später wurde das Haus zerstört.
Der Friedhof wurde 1943 von der Gestapo zerstört. Auf dem Gelände wurde ein Splittergraben angelegt, der mit Grabsteinen abgesichert wurde, die Gebeine wurden entsorgt. In den letzten Kriegstagen wurden auf dem Friedhof 2427 Kriegstote in Massengräbern beigesetzt; ein Gedenkstein in der östlichen Umfassungsmauer erinnert daran. Der Verbleib einiger am Kriegsende noch vorhandener Grabsteine ist bis heute ungeklärt.

### DDR-Zeit
1948 wurde der Friedhof wieder der Jüdischen Gemeinde übergeben, die mit einer noch heute an der Südmauer angebrachten Gedenktafel an den Friedhof und seine Zerstörung erinnert. Die südliche Hälfte des Friedhofs wurde in den 1970er Jahren zu einem öffentlichen Park angelegt. In diesem erinnerte außer der Gedenktafel, dem alleinstehenden Denkstein für Moses Mendelssohn sowie 15 der ältesten Grabsteine, die seit etwa 1885 in die südliche Umfassungsmauer eingelassen waren und sich nun unter der Gedenktafel befanden, nichts mehr an den jüdischen Friedhof. Die alten Grabsteine wurden 1989 wegen Verwitterungsschäden aus der Mauer entfernt und auf den Jüdischen Friedhof Berlin-Weißensee gebracht, wo sie dem weiteren Verfall preisgegeben waren.

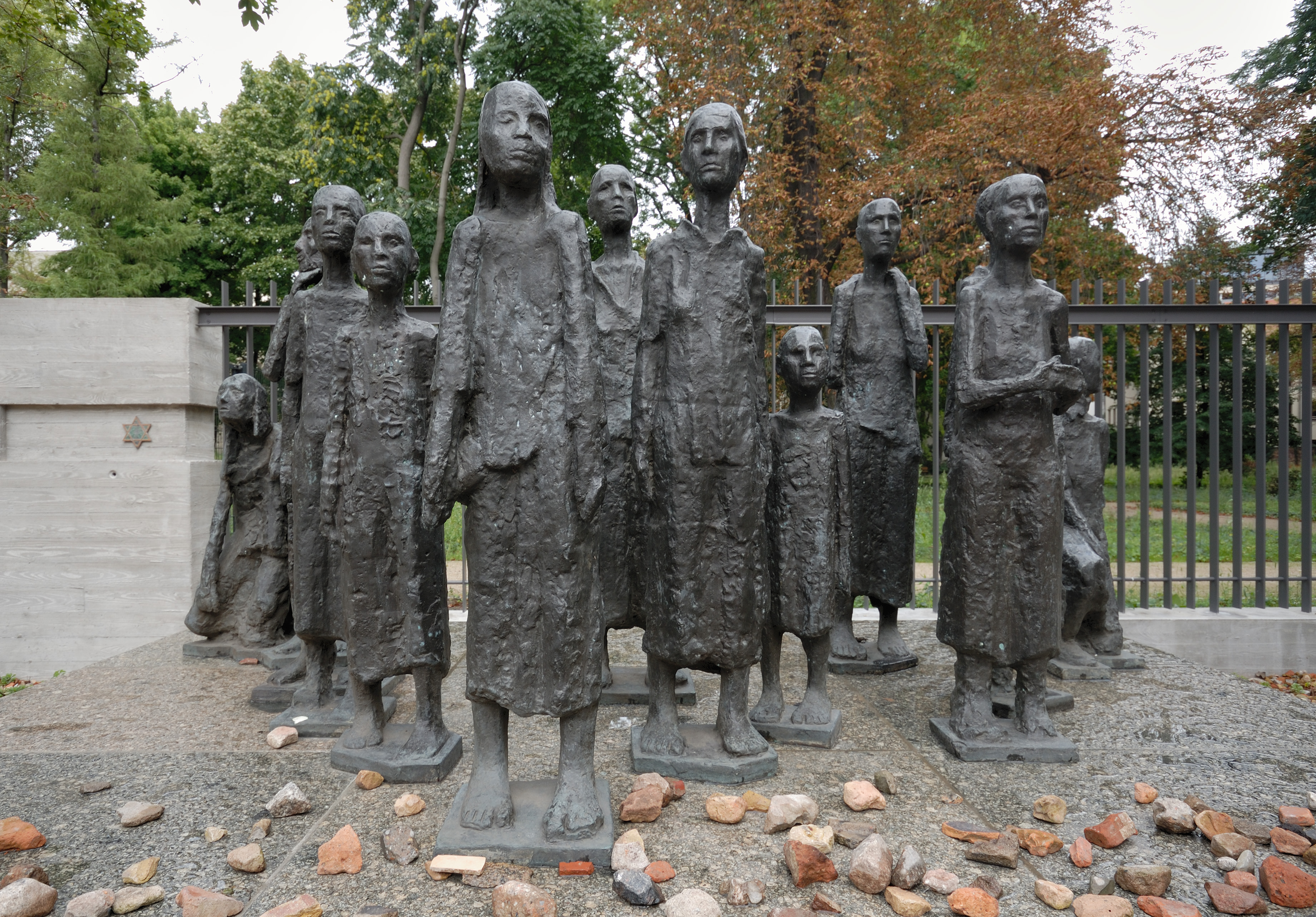
Skulptur „Jüdische Opfer des Faschismus“ von Will Lammert

1985 wurde an der Stelle des zerstörten Altenheimes neben einem bereits vorhandenen Gedenkstein die Skulptur Jüdische Opfer des Faschismus des Bildhauers Will Lammert aufgestellt, die ursprünglich 1957 für die Mahn- und Gedenkstätte Ravensbrück erstellt wurde. Es handelt sich dabei um 13 Personenskulpturen, die in Bronze gegossen und gruppiert wurden. Aufgrund von mehreren Anschlägen ist das Denkmal heute zeitweise bewacht, es steht wie der gesamte Friedhof seit 1974 unter Denkmalschutz.

### Instandsetzung als Friedhof
Von 2007 bis 2008 wurden der Friedhof und die Gedenkstätte mit Mitteln des Senats von Berlin und der Jüdischen Gemeinde zu Berlin nach einer Planung des Büros Dr. Jacobs & Hübinger instand gesetzt. Der Friedhof, der nach der Instandsetzung wieder als solcher erkennbar ist, wurde eingefriedet und zur Straße hin durch ein Tor abgetrennt. Eine die Gräberfelder durchschneidende Mauer wurde durch einen transparenten Zaun ersetzt, so dass auch der bisher nicht zur Parkanlage gehörende Teil des Friedhofs wieder sichtbar ist. Wege wurden erneuert und die Flächen der Gräberfelder mit Efeu bepflanzt. Am Eingang wurde ein Wasserbecken zum rituellen Händewaschen installiert und eine Gebetstafel wurde angebracht. Die Lage der Sammelgräber aus der Zeit des Zweiten Weltkriegs wurde durch eine Informationstafel am Eingang verortet.
Mit erheblichen Mitteln der Jüdischen Gemeinde zu Berlin wurde dann in einem zweiten Schritt die Fläche des früheren Altenheims umgewandelt. Das neue Konzept für die Gedenkstätte sah vor, die Grundmauern des Altenheims durch Suchgrabungen zu ermitteln und durch Aufmauerungen die historische Raumstruktur oberirdisch so wieder sichtbar zu machen. Quer über diese Struktur wurden erkennbar neuzeitliche Wege gelegt, die zu einer in die neu errichtete Friedhofsmauer integrierte Gedenktafel aus der DDR-Zeit, zur umgesetzten Gruppe Lammerts und zum Friedhofseingang führt. Am 24. September 2008 wurden Friedhof und Gedenkstätte feierlich wiedereröffnet.
Die seit 1988/89 auf dem Jüdischen Friedhof Berlin-Weißensee deponierten Epitaphien und Epithaphfragmente wurden im September/Oktober 2009 restauriert, vom Friedhof Weißensee zum Jüdischen Friedhof Große Hamburger Straße transportiert und dort wieder aufgestellt.
Am 17. Dezember 2009 wurde die Aufstellung der Epitaphien im Beisein der Vorsitzenden der Jüdischen Gemeinde zu Berlin Lala Süsskind, Rabbiner Tovia Ben-Chorin, Staatssekretär André Schmitz und des stellvertretenden Leiters des Landesdenkmalamtes Berlin Klaus von Krosigk feierlich eingeweiht. Rabbiner ben Chorin sprach Psalmen und sagte Kaddisch zum Gedenken an die auf dem Friedhof Bestatteten.